# Serhij Drebot
Serhij Wołodymyrowycz Drebot (ukr. Сергій Володимирович Дребот, ur. 16 maja 1987) – ukraiński judoka. Olimpijczyk z Londynu 2012, gdzie zajął siedemnaste miejsce w wadze półlekkiej.
Uczestnik mistrzostw świata w 2009, 2010, 2011, 2013, 2014 i 2015. Startował w Pucharze Świata w latach 2006-2011, 2013, 2015-2017. Trzeci na igrzyskach europejskich w drużynie w 2015 roku.

## Letnie Igrzyska Olimpijskie 2012
| Konkurencja | Eliminacje         | Klas. końcowa |
| Konkurencja | Przeciwnik I       | Miejsce       |
| ----------- | ------------------ | ------------- |
| 66 kg       | Cho Jun-ho (KOR) P | 17.           |